# Hans Fuglsang-Damgaard
Pour les articles homonymes, voir Fuglsang.
Hans Fuglsang-Damgaard (29 juillet 1890 – 8 juillet 1979) a été l'évêque luthérien du diocèse de Copenhague pendant 25 ans, y compris pendant l'occupation allemande de 1943 à 1945, où il prit la tête de la résistance de l’Église au nazisme.

## Biographie
Hans Fuglsang-Damgaard est né le 29 juillet 1890 à Fuglsang, dans la paroisse d'Oksenvad (actuellement intégrée à la commune de Haderslev) dans le Nord du Schleswig qui, appartenait à l'Allemagne depuis 1864, mais dont la population était en majorité de langue danoise,.
Hans Fuglsang-Damgaard est le fils d'un propriétaire terrien, Mikkel Lauritzen Fuglsang-Damgaard, et de son épouse née Bodil Marie Helene From. 
Il obtint un diplôme de professeur à Rendsburg en 1911 et exerça ensuite à Gråsten de 1911 à 1913. En 1915, il commença des études de théologie protestante, mais celles-ci furent immédiatement interrompues lorsqu'il fut appelé sous les drapeaux et incorporé dans l'armée allemande dans le cadre de la Première Guerre mondiale. Il servit sur le front de l'Ouest où il fut fait prisonnier par les Français.
Pendant sa captivité, il exerça une grande influence en tant que chef et que pasteur pour ses compatriotes du Schleswig. En outre, il fit connaissance avec la vie intellectuelle française par ses lectures et fit personnellement connaissance du professeur Paul Verrier, que son intérêt pour la cause du Jutland-du-Sud conduisit à accompagner les prisonniers de guerre à leur retour à Copenhague en 1919. Hans Fuglsang-Damgaard reprit ses études théologiques. En 1923, il fut diplômé avec mention et souhaita poursuivre son travail scientifique, ce qui le conduisit à passer un an à Strasbourg en 1924-1925 où il écrivit un mémoire de maîtrise, qui fut primée. Il obtint en 1925 une chaire de théologie systématique. Les années suivantes, il rédige en parallèle de son enseignement une thèse de doctorat, qu'il soutient en 1930 sur l'expérience religieuse dans l'éclairage de la théologie protestante française récente, en s'appuyant notamment sur Auguste Sabatier et Eugène Ménégoz. Plusieurs points le conduisent à se distancier de Karl Barth et il se trouve plus proche des positions théologiques d'Emil Brunner. Son départ de l'université pour solliciter un ministère en 1933 fut une surprise. Il fut élu évêque de Copenhague l'année suivante.
En 1935, il fut personnellement touché par le message revivaliste de Frank Buchman et du Groupe d'Oxford, à qui il emprunta notamment sa pratique de l'écoute silencieuse,.
Dès avant la Seconde Guerre mondiale, étant primus inter pares parmi les évêques danois, il fut amené à prendre position franchement contre le nazisme. Ainsi, en janvier 1936, l'accroissement de la propagande nazie au Danemark le conduisit à publier un communiqué cosigné avec trois professeurs de l'Université de Copenhague, afin de demander au gouvernement de saisir les publications antisémites, d'avertir les Danois du caractère mensonger des "contes anti-juifs" tels que le Protocole des sages de Sion et de prévenir le développement de la haine contre les juifs parmi les Danois. 
Il entra en résistance ouverte lors de la mise en place de l'occupation allemande en 1943. En particulier, lors de la tentative allemande de capture et de déportation des Juifs danois, il rédigea une lettre pastorale dénonçant avec force l'antisémitisme nazi comme étant tout à la fois incompatible avec le Christianisme et avec les principes démocratiques de justice; cette lettre qui fut signée par tous les évêques du Danemark fut lue en chaire pendant les cultes du 3 octobre 1943. Comme 90 % de la population danoise était luthérienne, l'action coordonnée par l'église luthérienne permit de mettre en action un nombre important de personnes, et de mobiliser des ressources considérables en termes d'assistance : cachettes, nourriture, mise à l'abri des rouleaux sacrés de la Torah, etc. Les juifs furent graduellement exfiltrés vers la Suède dans les jours et les semaines suivantes. Le taux de survie des juifs danois sera de plus de 99 %, ce résultat étant pour une part dû à l'attitude de l'église luthérienne danoise et au leadership de Hans Fuglsang-Damgaard. Son attitude lui valut d'être arrêté et emprisonné par les Allemands. Il fit savoir à Frank Buchman que le Groupe d'Oxford lui avait communiqué un esprit que les Nazis ne pourraient pas briser et qu'il était sans peur. 
Après la libération, le 29 août 1945, l'évêque Fuglsang-Damgaard conduisit les funérailles d'État de 106 membres de la résistance danoise qui avaient été exécutés, et inaugura ainsi le cimetière qui deviendra plus tard le parc du souvenir de Ryvangen, à l'endroit même où les dépouilles des résistants avaient été exhumées.

## Évaluation et postérité
Bien que très engagé théologiquement et socialement, Hans Fuglsang-Damgaard a su gagner le respect de toutes les tendances internes de son église, notamment en raison de sa capacité à agir en tant qu’évêque et de sa capacité à apaiser les conflits religieux. Il a tenu un très grand nombre de positions ecclésiastiques de confiance, restant très actif même pendant sa retraite. À partir de son accession à l'épiscopat (1934), il a activement promu l'œcuménisme.

## Distinctions
Hans Fuglsang-Damgaard a été décoré de plusieurs classes de l'Ordre (danois) du Dannebrog.